# Kamil Djamalutdinov
Kamil Djamalutdinov (n. 15 august 1979, Dagestan Autonomous Soviet Socialist Republic⁠(d), RSFS Rusă, URSS) este un boxer ce a reprezentat Rusia, medaliat olimpic. A participat la o ediție a Jocurilor Olimpice (2000) în care a câștigat o medalie de bronz.

## Participări
Lista de mai jos prezintă principalele competiții la care a participat Kamil Djamalutdinov de-a lungul carierei.
- boxing at the 2000 Summer Olympics – featherweight[*]